# Золотницкий, Владимир Николаевич
Владимир Николаевич Золотницкий (24 июля 1853, село Ивановское, Васильсурский уезд, Нижегородская губерния (в данный момент Спасский район, Нижегородская область) — 18 апреля 1930 Нижний Новгород) — российский и советский врач, специалист по вопросам туберкулёза, краевед и общественный деятель.

## Семья
Прадед Владимира Николаевича по отцу носил фамилию «Сапфирский», но его дети стали носить другую фамилию.
Троюродный дядя В. Н. Золотницкого — Николай Иванович Золотницкий был профессором Казанского миссионерского института, лингвистом, этнографом, автором «Чувашско-русского словаря».
Внук — Алексей Золотницкий (1946 г.р.) — заслуженный артист Российской Федерации.

## Биография
Родился в семье священника.
В десять лет поступил в Лысковское духовное училище, в свободное время работал на подённой работе в садах села Быковки. После окончания, в возрасте 14 лет, поступил в Нижегородскую духовную семинарию. Однако не доучился, бросил семинарию и против воли родных и в 1873 году поступил в Казанский университет на медицинский факультет.
Лишившись поддержки семьи материально сильно нуждался и во время учёбы зарабатывал средства уроками и редактированием издаваемых лекций.
После окончания университета был призван на русско-турецкую войну 1877—1878 годов в качестве врача. Работал в Казанском госпитале, затем в 37-м полку, в Костроме, Киеве, Вятском лазарете и в Астраханском округе.
После окончания воинской службы в 1881 году поступил на работу в земство Саратовской губернии. В автобиографии он писал:

…Земская служба с массой живого производительного дела на пользу тёмного народа давно влекла меня к себе и дала полное удовлетворение заветным мечтам светлой юности— Фонд В. Н. Золотницкого, хранящийся в Литературном музее им. А. М. Горького.
Имел большую практику, часто помогал собственными лекарствами необеспеченным пациентам. Также принимал активное участие в общественной жизни: проводил публичные лекции на санитарные темы для фабричных рабочих. читал курс гигиены в различных учебных заведениях (3- и 4-х классных училищах, школах, гимназиях.
Принимал активное участие в борьбе с голодом и эпидемиями тифа, цинги, холеры. Не ограничиваясь оказанием медицинской помощи пытался привлечь общественное внимание к тяжёлому положению простого населения. Так в газете «Врач» за 1892 год была помещена следующая заметка:

В Камышинской больнице врач В. Н. Золотницкий наблюдал больную поселенку Кинсфатер, умершую после девятидневного пребывания в больнице от хронического голодания. При поступлении несчастная представляла, буквально, один костяк, обтянутый сухой, черноватой кожей. Вскрытие, к сожалению, произвести было нельзя…— Врач; 1892; №23; 593.
Эта и подобные заметки были весьма неудобны для местной администрации, из-за чего на врача начались нападки, окончившиеся тем, что в разгар эпидемии холеры его пытались обвинить в отравлении колодцев.
В результате в 1892 году Золотницкий вернулся в Нижний Новгород. Здесь он читал курс гигиены в Мариинской женской гимназии, затем там же стал школьным врачом. Вскоре поступил на службу, стал заведовать нижнебазарной городской лечебницей, где проводил бесплатный амбулаторный приём, однако же не оставляя поста школьного врача. Принимал участие и в работе городской санитарной комиссии.
Вместе с «глазными» отрядами, направляемыми земствами в Арзамасский, Лукояновский и Ардатовский уезды Нижегородской губернии выезжал и Владимир Золотницкий. Работая бесплатно, он оказывал помощь больным трахомой и другими глазными болезнями.
Одним из первых в городе Золотницкий начал вести просветительскую работу по санитарному просвещению для фабричных рабочих. Он читал лекции и проводил беседы в воскресных школах, на ярмарках. В 1896 году на проходившей в Нижнем Новгороде промышленной и сельскохозяйственной выставке он представил коллекцию популярных книжек по гигиене и медицине и дешёвых брошюр для простого народа, написанных им самим. За эту работу выставочный комитет наградил его был дипломом III разряда.
Также Владимир Николаевич являлся председателем Нижегородского научного общества врачей, членом правления Лиги борьбы с туберкулёзом, Нижегородского кружка любителей социальной гигиены и членом многих местных благотворительных обществ.
В ходе русско-японской войны 1904—1905 годов Золотницкий организовал курсы сестёр милосердия, где читал лекции. За это он был отмечен медалью Общества Красного Креста.
В 1910 году стал первым главным врачом открывшегося в Ставрополе (ныне Тольятти) санатория для туберкулёзных больных «Лесное». По тем временам в санатории применялись новейшие методы лечения туберкулёза: туберкулин, электризация, кумысолечение. Имелись лаборатории и солярий.
В 1920-м году при Нижегородском университете открылся медицинский факультет, и Владимир Золотницкий занялся педагогикой. По 1929 год он преподавал на кафедре частной патологии и терапии, читая курс по туберкулёзу.
Умер 18 апреля 1930 года. Похоронен на Бугровском кладбище Нижнего Новгорода

## Публикации
В 1918—1922 годах Золотницким были написаны 12 брошюр для санитарного просвещения красноармейцев и рабочих: «О воде и её значении для здоровья человека», «Тиф брюшной, сыпной и возвратный», «Инфлюэнца, или испанская болезнь», «Кровавый понос, или дизентерия», «Цинга, или скорбут — новейшие воззрения на причину болезни, предупреждение и лечение» и другие. Брошюры печатались большими тиражами и массово распространялись среди военных, особенно на фронтах, и рабочих.
В газете «Известия» публиковались материалы Золотницкого о заразных болезнях, об азиатской холере и тому подобное.
В местной печати публиковались его санитарно-просветительские и научно-популярные статьи: «В помощь глазным больным в Нижегородской губернии», «Борьба с туберкулёзом в Нижегородской губернии» и другие. Публикует серию очерков, посвящённую охране здоровья молодёжи и подростков «Беседы врача с молодёжью», статьи «Как предохранить детей от заражения туберкулёзом», «Половая жизнь нижегородской молодёжи» и другие.
За годы преподавания в университете им были написаны семь научных статей.

## Краеведение
Другой страстью Владимира Николаевича являлось краеведение. Общее число его заметок и статей на эту тему превышало 2 тысячи. В столичных и нижегородских изданиях печатались его статья, заметки, библиографические обзоры, памятки, затрагивающие самые разнообразные темы: местный край и медицина, краеведение и нижегородские и революционные и культурные деятели, краеведение и местные писатели.
Также Владимир Золотницкий опубликовал ряд статей и заметок посвящённых многим известным нижегородцам, с которыми ему доводилось сталкиваться: В. Фигнер, М. Г. Сажину, Б. П. Позерну, Я. М. Свердлову, Н. И. Долгополову, Н. А. Семашко и другим.
В 1892 году Золотницкий познакомился с Максимом Горьким. Он был его лечащим врачом, принимал участие о многих культурно-просветительных мероприятиях, проводимых Горьким в Нижнем Новгороде. Золотницкий настаивал на отъезде писателя на юг после того как у Горького открылся туберкулёз. Однако отъезд не прервал их знакомство. Так в 1910 году Золотницкий договорился с Горьким о издании сборника его ранних произведений с благотворительными целями.
Позднее он опубликовал очерки и статьи о Горьком, посвящённые времени жизни того в Нижнем Новгороде. Также писал он и о других писателях-земляках: В. Г. Короленко, А. Д. Мысовской, С. И. Гриневицком и прочих.
Занимался он и другими вопросами жизни родного края. Так известны его статьи и сообщения: «По поводу загрязнения рек вообще и Волги в частности, особенно же нефтью», «О неиспользованных богатствах фосфоритов», «Как рухнул проект постройки моста через Оку в 1895 г.», заметки о колхозах, автострое, ипподроме, озеленении.